# Бугар, Бела
Бела Бугар (венг. Bugár Béla; род. 7 июля 1958, Братислава, Чехословакия) — словацкий политик венгерского происхождения, видный политический деятель венгерской общины в Словакии.

## Биография
Родился 7 июля 1958 года в Братиславе (Чехословакия).
В 1990 году был избран в Федеральную ассамблею Чехословакии; примкнул к Венгерскому христианско-демократическому движению, а в 1991-98 был его лидером. В 1998 году Бугар стал одним из инициаторов создания Партии венгерской коалиции — объединённой партии, представлявшей интересы венгерского меньшинства в Словакии. В том же году Бугар был избран лидером партии и оставался на этом посту до 2007 года, когда новым лидером Партии венгерской коалиции был избран Пал Чаки, критиковавший Бугара за проводимый им умеренный курс. В 2009 году Бугар основал новую партию Мост (Most — Híd), более умеренную, чем Партия венгерской коалиции, и в большей степени ориентированную на сотрудничество между венграми и словаками. На парламентских выборах 12 июня 2010 года Партия венгерской коалиции впервые не сумела преодолеть пятипроцентный барьер, в то время как «Мост» набрал 205 538 (8,12 %) голосов и получил 14 депутатских мандатов.
В 2002—2006 годах был вице-спикером словацкого парламента, в 2006 году некоторое время исполнял обязанности спикера.

## Награды
- Медаль Благодарности[чеш.] (2024 год, Словакия)[1]